# Auおうち電話
auおうち電話（エーユーおうちでんわ）は、KDDIのCDNで相互接続された、KDDIとその提携事業者の固定電話サービスである。
au携帯電話との関連サービスについても述べる。

## 含まれるサービス
- auひかり 電話サービス
- au one net（KDDI-IP電話） ※NTT加入電話を除く
- コミュファ光電話
- ケーブルプラス電話
- J:COM PHONEプラス
- ホームプラス電話
- メタルプラス電話 : 2016年6月末サービス停止
- ADSL one 電話サービス : 2015年9月末サービス停止

## 関連サービス

### auまとめトーク
au携帯電話と合わせて利用することで、au宛て通話料金を無料とするサービス。

### au→自宅割
「au自宅割」とも表記される。
au携帯電話から自宅のauおうち電話宛て通話料金を無料とするサービス。auおうち電話以外でも適用条件が満たされれば割引になる。

### auで着信確認
KDDI提供のauおうち電話の場合は「KDDI電話 auで着信確認」とも表記される。
auひかり 電話サービス、メタルプラス電話（家庭用）、ADSL one電話サービス、ケーブルプラス電話、J:COM PHONEプラス、以上5種への着信をau携帯電話で確認できるサービス。対応機種であれば着信履歴として、非対応機種でもCメールにて報せが届く。
2021年11月16日をもってサービスを終了した。

## 歴史
KDDIは光ファイバー通信を用いた光プラス電話（後のauひかり 電話サービス）を2003年10月10日に開始。0AB～J番号を使える個人向けIP電話として日本初、かつ緊急通報用電話番号に繋がるサービスしても日本初だった。
auおうち電話として統一された名称を持ったのは2008年8月1日から。携帯電話と固定電話のサービスを融合するFMCを推進する一環として、通話料金を無料にするauまとめトークとau→自宅割を同時に開始した。au利用者同士の無料通話は同年3月に開始された家族割と誰でも割による携帯電話間に限られていたのに対して、固定電話は自宅への通話が半額になるだけであったが、この新サービスによって固定電話を含む無料通話を提供して、利便性の向上を図った。これら無料サービスの拡大で20億円の減収を見込んだが、さらに大きな狙いとして、当時およそ1370万世帯が利用していたau携帯電話の既存契約者を同じく当時180万世帯にとどまっていたau固定回線の新規契約獲得へ誘導する意図があった。
2009年3月からコミュファ光電話が追加、2011年4月にJ:COM PHONEプラスが開始し、契約数は漸次増加。固定系アクセス回線の契約数は、2008年6月までで5,082,000世帯だったのに対して、2012年3月までに7,118,000世帯となっている。
メタルプラス電話サービスは2016年6月30日、ADSL one・au one net ADSLは2015年9月30日に、他のサービスに置き換えられた。

### 含まれるサービス
- auひかり 電話サービス〈KDDI 公式サイト〉
- auひかり 電話サービス〈auひかり 公式サイト〉
- KDDI-IP電話
- ケーブルプラス電話
- ケーブルプラス電話〈KDDI 公式サイト〉
- コミュファ光電話
- J:COM PHONE プラス
- ホームプラス電話

### 関連サービス
- auまとめトーク
- au→自宅割
- auで着信確認